# Kohanivka, Bârzula
Kohanivka (în ucraineană Коханівка) este un sat în comuna Ananiev din raionul Bârzula, regiunea Odesa, Ucraina.

## Demografie
Componența lingvistică a localității Kohanivka
     Ucraineană (93,83%)
     Rusă (3,25%)
     Română (2,92%)
Conform recensământului din 2001, majoritatea populației localității Kohanivka era vorbitoare de ucraineană (93,83%), existând în minoritate și vorbitori de rusă (3,25%) și română (2,92%).